# 尼古拉·图莫莱罗
尼古拉·图莫莱罗（義大利語：Nicola Tumolero，1994年9月24日—），意大利男子速度滑冰运动员。他曾代表意大利参加2018年冬季奥林匹克运动会速度滑冰比赛，获得男子10000米铜牌。